# Cognitio
La cognitio, ou cognitio extra ordinem, ou cognitio extraordinaria, est, en droit romain, une procédure extraordinaire qui permet à des représentants du pouvoir, tels que les gouverneurs, de juger par eux-mêmes certaines affaires.
À partir du IIe siècle ap. J.-C., cette procédure a eu tendance à s'imposer au détriment de la compétence des autorités locales, telles que les cités. Une constitution de Dioclétien entérina cette évolution.